# Lex (Familienname)
Lex ist ein deutscher Familienname.

## Herkunft und Bedeutung
Lex ist ein Patronym zum Rufnamen Lex, einer Kurzform von Alexander oder Alexius.

## Varianten
- Lexis, Lexl

## Namensträger
- Adolf Lex (1804–1883), deutscher Historiker und Publizist, siehe Karl Adolf von Lex
- Adolf Lex (Politiker) (1862–1945), deutscher Politiker
- Alice Lex-Nerlinger (1893–1975), deutsche Malerin und Fotografin
- Angelika Lex (1958–2015), deutsche Juristin und Politikerin
- Anna Lex (1870–1950), deutsche Politikerin (SPD)
- Berta Pfister-Lex (1920–2016), österreichische Künstlerin und Restauratorin
- Christian Lex (* 1977), deutscher Drehbuchautor
- Hans Ritter von Lex (1893–1970), deutscher Politiker (BVP, CSU), MdR und Präsident des Deutschen Roten Kreuzes
- Hans-Jürgen Lex (1946–2019), deutscher Fußballspieler
- Heidemarie Lex-Nalis (1950–2018), österreichische Soziologin und Pädagogin
- Ines Lex (* 1981), deutsche Sängerin
- Julius Lex (1829–1917), deutscher Unternehmer
- Konrad Lex (* 1974), deutscher Skibergsteiger
- Maja Lex (1906–1986), deutsche Tänzerin, Choreografin und Pädagogin
- Marjan Lex (1914–?), deutsche Schauspielerin
- Stefan Lex (Sänger), deutscher Sänger (Tenor)
- Stefan Lex (Fußballspieler) (* 1989), deutscher Fußballspieler
- Stefan Lex (Handballspieler) (* 1989), deutscher Handballspieler
- Wolfgang Lex (* 1946), deutscher Fußballspieler